# Гелиевая звезда
Гелиевая звезда (англ. Helium star) — звезда спектрального класса O или B (голубая), обладающая чрезвычайно сильными линиями гелия и более слабыми, чем обычно, линиями водорода, что свидетельствует о сильном звёздном ветре и потере массы из внешней оболочки. У экстремальных гелиевых звёзд наблюдается недостаток водорода в спектре. Настоящие гелиевые звёзды лежат вблизи гелиевой главной последовательности, аналогичной главной последовательности, образованной водородными звёздами.
Ранее гелиевой звездой называли звёзды спектрального класса B, но теперь такое название не применяется.
Также гелиевой звездой называли гипотетическую звезду, которая может образоваться при слиянии двух гелиевых белых карликов с суммарной массой не менее 0,5 массы Солнца с последующим горением гелия; время жизни таких звёзд составляет несколько сотен миллионов лет. При этом сливающиеся компоненты должны находиться на одной эволюционной стадии.
Способность гелиевых звёзд превращаться в звёзды другого вида наблюдалась в течение многих лет. В 2014 году взорвалась гелиевая новая V445 Кормы вместе с последующим взрывом SN2012Z, что привело к обмену массой между компонентами. При этом образовалась гелиевая звезда, возможно, в дальнейшем преобразующаяся в красный гигант после потери водородной оболочки.